# Полетаєво II-е (селище)
Полетаєво II-е (рос. Полетаево II-е) — селище у Сосновському районі Челябінської області Російської Федерації.
Входить до складу муніципального утворення Полетаєвське сільське поселення. Населення становить 246 осіб (2010).

## Історія
Від січня 1924 року належить до Сосновського району Челябінської області (спочатку Челябінського району).
Згідно із законом від 9 липня 2004 року органом місцевого самоврядування є Полетаєвське сільське поселення.

## Населення
| 2002 | 2010 |
| ---- | ---- |
| 329  | ↘246 |